# Dechanthof Freistadt

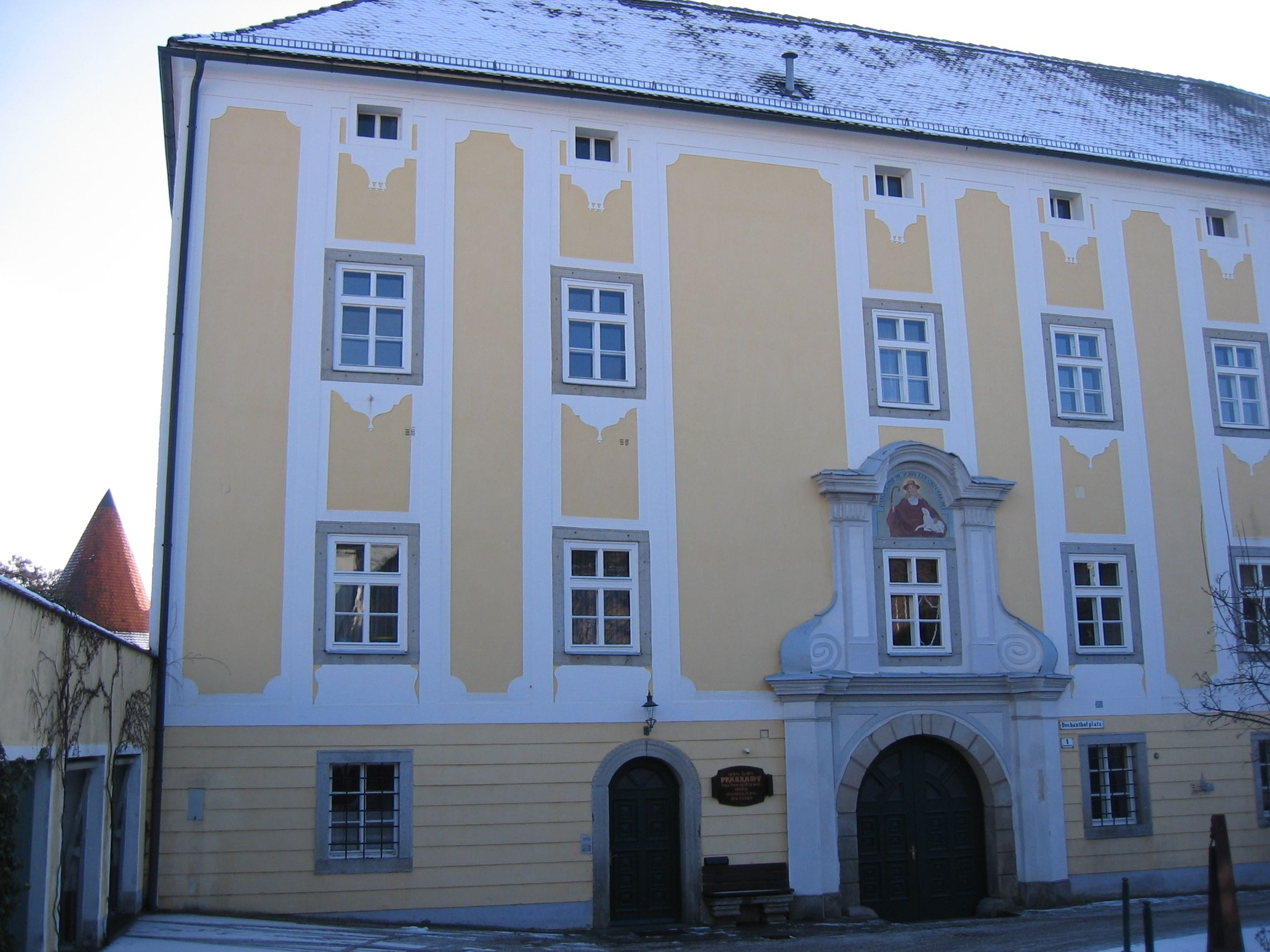
Haupteingang am Dechanthofplatz

Der Dechanthof Freistadt ist ein mächtiger, dreigeschoßiger Vierflügelbau und dient als Pfarrhof der römisch-katholischen Pfarre Freistadt und Sitz des Dekanats Freistadt im oberösterreichischen Mühlviertel. Im Jahr 1354 wurde der Pfarrhof zum ersten Mal urkundlich genannt und dient als Unterkunft für die Priester und den Dechant und als Verwaltungssitz der Pfarre mit ihren drei Kirchen. Der Dechanthof hat die Adresse Dechanthofplatz 1. Das Gebäude und ein Teil der Befestigungsanlage stehen unter Denkmalschutz (Listeneintrag).

## Geschichte
Der Pfarrhof existiert schon länger als 1354 an dieser Stelle der Stadt. Vom Vorläuferbau des heutigen Gebäudes ist nicht mehr erhalten. Vom Dechanthof ging 1507 der erste große Stadtbrand aus, der die gesamte Stadt einäscherte. Um 1600 erfolgte eine teilweise Erneuerung; der südwestliche, spätgotische Teil stammt aus dieser Zeit. Ende des 17. Jahrhunderts folgte eine Neugestaltung durch Carlo Antonio Carlone. Um 1735 wurde das Gebäude von Johann Michael Prunner umgebaut und die Fassade neu gestaltet, die noch heute zu sehen ist.
Stiftungshäuser

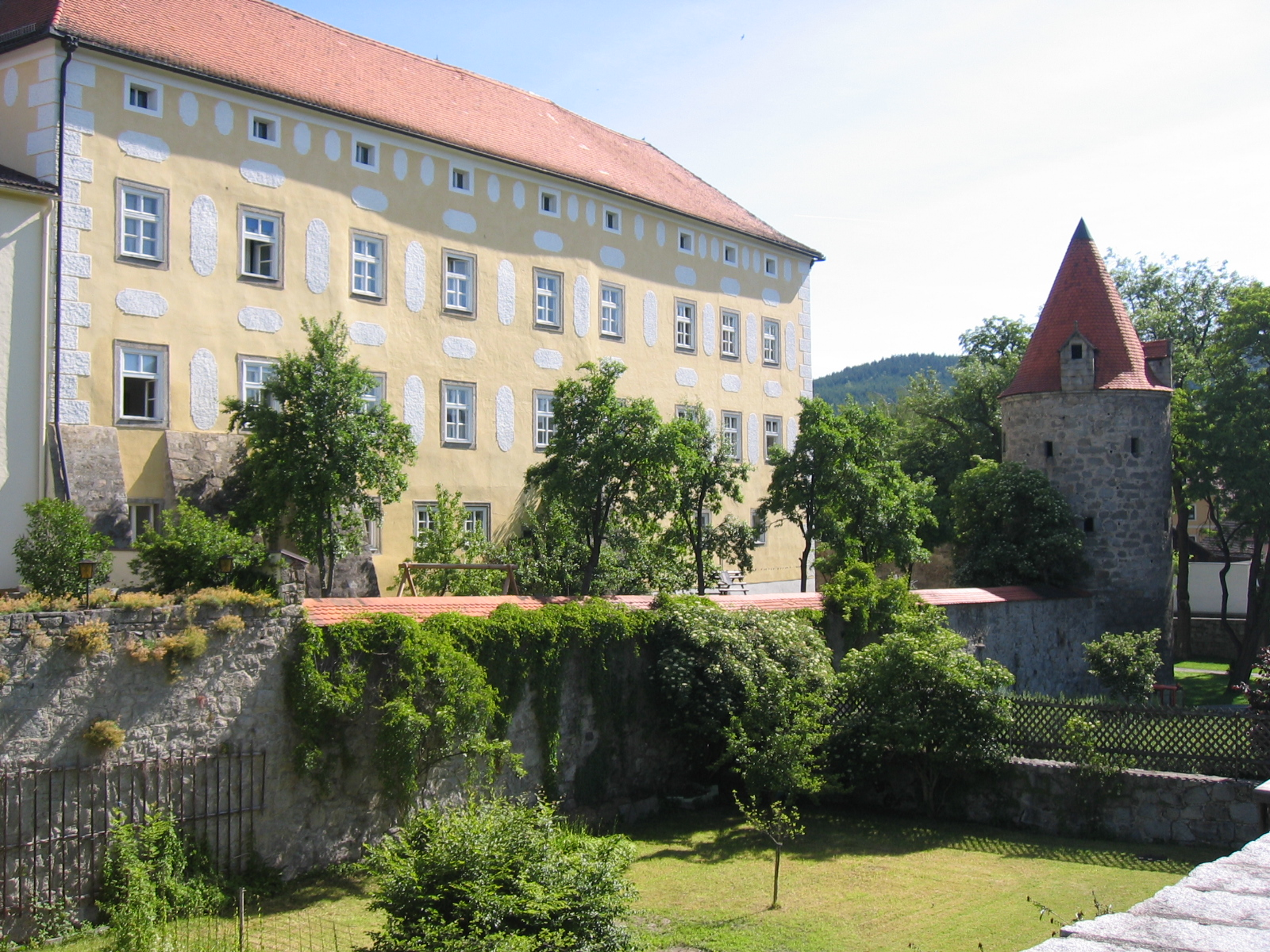
Südseite mit Dechanthofturm

Rund um den Dechanthof lagen acht der neun Stiftungshäuser der Pfarre, die später teilweise wegen Baufälligkeit abgetragen wurden. Dadurch klafft heute eine Lücke in der Häuserreihe am Dechanthofplatz. Diese geistlichen Stiftungshäuser waren im 14. und 15. Jahrhundert gegründet worden und verfielen im 17. Jahrhundert zusehends, da die Einkünfte zurückgingen. Ein Teil der Häuser wurde in Gärten umgewandelt und ein Teil wurde bei der Vergrößerung des Dechanthofs wieder verwendet.

## Architektur
Der Dechanthof ist ein mächtiger, dreigeschoßiger Vierflügelbau um einen unregelmäßigen Rechteckhof. Die barocke Hauptfassade am Dechanthofplatz weist über genutetem Sockelgeschoß hohe schlanke Felder mit einer spätbarocken Lisenengliederung auf. Das Hauptportal, ein rundbogiges Rustikaportal, ist asymmetrisch angeordnet. Im Bogenfeld über dem Fenster, das über dem Haupteingang ist, findet sich ein Bild des Guten Hirten. Seitlich des Hauptportals ist eine Gehtüre aus dem 19. Jahrhundert, die als zusätzlicher Eingang dient. Die Nebenfassaden stammen aus dem Ende des 17. Jahrhunderts und sind mit Ortsteinquaderung und Felderdekor versehen.
Die Hoffassade ist spätbarock, wie die Hauptfassade. Der einstige Renaissance-Arkadengang im Erdgeschoß im Osttrakt wurde im Zuge der Neugestaltung im Barock vermauert.
Das Gebäudeinnere ist bei der Einfahrt im Norden (vom Dechanthofplatz) ist mit einem Kreuzgratgewölbe ausgestattet und führt zu einer Treppe. Ein Raum im Nord-Westen ist ein Zweipfeilerraum mit Kreuzgratgewölbe aus der Zeit um 1600. Die Räume in Osttrakt sind mit Stichkappentonnengewölben ausgestattet und ein hofseitiger Gang mit Kreuzgratgewölbe dient als Zugang zu diesen Räumlichkeiten. Am Treppenhaus im Südtrakt befinden sich spätgotisch verstäbte Schulterbogenportale aus dem ersten Viertel des 16. Jahrhunderts, das Treppenhaus ist spätgotisch.  Die Räume im Westtrakt sind mit Stichkappentonnengewölben ausgestattet. Zahlreiche Räume haben Stuckspiegel aus dem 18. und 19. Jahrhundert. Der Saal im Obergeschoß (Osttrakt) ist mit einem barocken Stuckdekor von Carlo Antonio Carlone aus der Zeit um 1687/90 ausgestattet. Ein Bild zeigt die Anbetung der Heiligen drei Könige. Das Vestibül ist Barock, der spätbarocke Dachstuhl ist liegend und in Teilen geschnitzt.

## Nutzung
Der Dechanthof dient nach wie vor der Pfarre als Amtssitz. Darin befinden sich heute:
- Kirchenbeitragsstelle
- Ehe- und Familienberatung
- Gruppenräume der Pfadfinder
- Öffentliche Bibliothek
- Veranstaltungsräume
- Jungscharraum

## Pfarre Freistadt
Die Pfarre Freistadt ist zuständig für drei Kirchen, einen Friedhof und vier Kindergärten in und um Freistadt.
Kirchen
- Stadtpfarrkirche Freistadt
- Liebfrauenkirche
- Kirche in St. Peter

Friedhof
- Pfarrfriedhof Freistadt

Kindergärten
Alle vier befinden sich in Freistadt; in der Bahnhofstraße, im Dechanthof, in der Ginzkeystraße und das Sonnenhaus, welches gleichzeitig der am weitesten im Norden liegende ist.

## Liste der Pfarrer von Freistadt
Diese Liste zeigt die römisch-katholischen Pfarrer/den Dechant der Pfarre Freistadt, die vom Dechanthof aus die Geschicke der Pfarre leiteten. Die Liste beginnt im Jahr 1267 mit der ersten urkundlichen Erwähnung eines Seelsorgers. Bereits bei der Weihe der Stadtpfarrkirche im Jahr 1288 wird Freistadt als Pfarre mit eigenständigem Pfarrer bezeugt. Seit dem 13. Jahrhundert gilt die Pfarre als selbstständig, obwohl die vollkommene Abnabelung von der Mutterpfarre Neumarkt im Mühlkreis erst im 15. Jahrhundert erfolgte.
Die Liste ist folgendermaßen aufgebaut:
- Jahreszahl der Nennung oder Amtsantritt
- Name des Pfarrers
- Weitere Funktionen des Pfarrers

Sie erhebt bei der Namensnennung bis 1626 nicht den Anspruch auf Vollständigkeit, seit 1626 sind alle Pfarrer vollständig erfasst.
13. und 14. Jahrhundert
- 1267: Otto plebanus
- 1288: Thomas Rechberger, Domherr zu Passau und Pfarrer zu Freistadt
- 1300: Cunradus, Pfarrer der damaligen Mutterkirche Neumarkt im Mühlkreis
- 1368: Chunrad von Scherdingen
- 1381: Reymarus
- 1385: Tomen von Voraus, Pfarrer in Neumarkt und Freistadt, Chorherr zu Passau

15. und 16. Jahrhundert
- 1412: Friedrich der Schenk von Limburg, Dechant und Pfarrer
- 1435: Konrad der Scharff
- 1441: Jörg Kelhaimer
- 1453: Caspar Horperger, Lizeat der geistlichen Rechte und Pfarrer
- 1461: Georg von Söl
- 1471: Stephan Aichler (auch: Aichpichler)
- 1488: Hänndl Augustin, auch Pfarrer in Lasberg
- 1491: Bernhard Meurl, ab 1496 Titularbischof vom Libanon und Weihbischof in Passau
- 1494: Rupert de Chuen
- 1498: Leonhard Loder, Dechant
- 1499: Bernhard Meurl
- 1507: Leonhard Loder
- 1509: Caspar Wimpeckh, Dechant
- 1516: Hermann Graf zu Orlemund
- 1522: Christoph Gugler, Dechant
- 1526: Stephan, Dechant
- 1535: Erasmus von Hohenfeld, Domherr zu Passau
- 1539: Martin Angerer, Dechant
- 1544: Wolfgang Steinbruckher, Dechant
- 1550: Johann Frank, Dechant in Rainbach
- 1552: Johann Grabner
- 1555: Wendelin Prandtenburger, Dechant
- 1556: Matthäus Hofmändl, Dechant
- 1558: Johann Kirchpuecher, Dechant
- 1567: Johann Schlundt
- 1570: Ulrich Herrnpuecher
- 1571: Georgius Reyser, Dechant
- 1573: Matthäus Rueff
- 1576: Jakob Strigl
- 1577: Achaz Freiunger
- 1580: Andreas Sturmb
- 1589: Johann Puecher, Dechant
- 1599: Erasmus Eberwein
- 1599: Georg Puecher, Dechant

17. und 18. Jahrhundert
- 1603: Wenzl Jakob Rueland, Dechant
- 1608: Melchior Zueland, Dechant
- 1617: Hartmann Oberegger
- 1618: Jakob Nigrinus de Sonnabendt, Dechant
- 1620: Laurentius Jennich
- 1629: Michael Kastner, Dechant
- 1632: Friedrich Kastner, Dechant
- 1633: Ferdinand Mannecor de Casserz
- 1635: Erhard Reutter
- 1636: Johann Ecker de Köpfing
- 1646: Matthias Forster
- 1646: Phillip Oswald Paur, Pfarrer zu Lasberg, flüchtete 1652 aus der Stadt
- 1652: Sigebert von Gaillenkirchen, Dechant
- 1654: Caspar Ruess, Dechant
- 1685: Johann Jakob Olber, Dechant
- 1690: David Josef von STein, Dechant
- 1723: Martin Hayperger von Pankirchen, Dechant
- 1730: Joachim Anton Schragl, Dechant
- 1762: Josef Matthias Redlhammer, Dechant

19. und 20. Jahrhundert
- 1800: Hueber Josef, Dechant
- 1819: Maximilian Mayrhofer, Dechant
- 1835: Josef Leuthäuser, Dechant und Erbauer des Kreuzwegs nach St. Peter
- 1848: Johann Nepomuk Bauer, Dechant
- 1854: Georg Gumpenberger, Ehrendomherr in Linz und Dechant
- 1874: Jakob Schmiedinger, Dechant
- 1885: Ignaz Bauer, Dechant
- 1895: Ferdinand von Schönburg, Dechant
- 1919: Leo Erba, Dechant
- 1942: Johann Kittinger
- 1975: Rudolf Kapplmüller
- 1983: Anton Sageder, Dechant
- 1986 bis 31. August 2016: Franz Mayrhofer
- Folgend Pfarrassistenz mit Pfarrmoderation, kein eigener Pfarrer mehr